# James Johnson (artiste)
 (novembre 2021).
Si vous disposez d'ouvrages ou d'articles de référence ou si vous connaissez des sites web de qualité traitant du thème abordé ici, merci de compléter l'article en donnant les références utiles à sa vérifiabilité et en les liant à la section « Notes et références ».
Pour les articles homonymes, voir James Johnson et Johnson.
James Johnson (1803-1834) est un dessinateur d'architecture britannique, aquarelliste et peintre à l'huile, membre de l'École de Bristol. Il contribue à près de 50 dessins de scènes de Bristol, en Angleterre, à la collection topographique de George Weare Braikenridge (en),. La collection Braikenridge présente Bristol au début du XIXe siècle, l'une des villes anglaises les mieux documentées,. Johnson est aussi un peintre de paysages poétiques à l'huile.

## Biographie
Johnson naît en 1803 à Downend près de Bristol. Son père tient un pub. En 1819, il produit des dessins et expose un paysage à Royal Academy en 1822. À Bristol, il participe aux réunions de dessin du soir de l'École de Bristol. En 1823, il collabore avec Francis Danby et Samuel Jackson à un projet de lithographie.
En 1824, Johnson est l'un des organisateurs de l'exposition des artistes locaux à la nouvelle Institution de Bristol. Cependant, trouvant difficile de vendre son travail, il s'installe à Londres en 1825 - « affamé » de Bristol, selon John Eagles, un autre membre de l'École de Bristol. Il expose à nouveau des paysages à la Royal Academy en 1825 et 1826.
En 1826, il retourne à Bristol puis s'installe à Bath, dans le Somerset, où il devient professeur de dessin. Cependant, il continue à produire des dessins de Bristol pour Braikenridge, y compris de très belles aquarelles d'intérieurs d'églises en 1828. Il meurt à Bath en 1834 après s'être jeté d'une fenêtre.
La collection Braikenridge se trouve au Bristol City Museum and Art Gallery. La Tate Gallery possède l'une de ses peintures à l'huile représentant un paysage romantique, The Tranquil Lake: Sunset Seen through a Ruined Abbey qui a été appelé l'un ds plus beaux paysages de l'école de Bristol,.